# Попечительство императрицы Марии о глухонемых

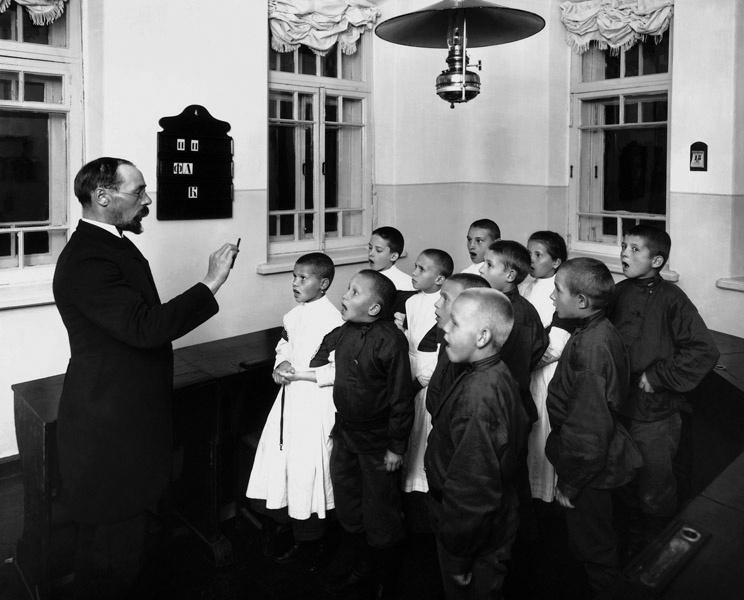
Мариинская школа глухонемых. Обучение разговорной речи в младшем классе. Фото Якова Штейнберга

Попечительство императрицы Марии о глухонемых — основанное в 1898 году, под покровительством императрицы Марии Фёдоровны, со временем взяло на себя функции центрального органа, возглавившего дело призрения, обучения и воспитания глухонемых. Попечительство имело отделения во многих городах России.

## История
Попечительство основано в 1898 году, как частное учреждение под покровительством императрицы Марии Федоровны (по аналогии с уже существовавшим Попечительством императрицы Марии Александровны о слепых). Согласно первоначальному Положению, Попечительство состояло из лиц обоего пола всех состояний и званий, содействующих денежными взносами и личным трудом поставленным целям. Члены Попечительства разделялись на членов-учредителей, внёсших до его открытия не менее 1000 рублей; членов почётных, оказавших ему особую помощь; членов-соревнователей, вносивших ежегодно 5 рублей или единовременно 100 рублей; членов-сотрудников, принимавших участие в делах Попечительства личным трудом. «1-м почётным членом» Попечительства стал 3 мая 1898 император Николай II, «1-м действительным членом» — императрица Александра Федоровна. Для привлечения средств Попечительство учредило специальные нагрудные знаки и жетоны, утверждённые императором 15 февраля 1899 года. Получить их можно было как за выдающиеся заслуги перед Попечительством, так и после уплаты определённой суммы.
В 1900 году принято новое Положение о Попечительстве, изменявшее его структуру. Попечительство признавалось состоящим в Ведомстве учреждений императрицы Марии. Управление вверялось особому Комитету из 6 членов, утверждавшихся императрицей Марией Фёдоровной на 3 года. Председатель Комитета являлся одновременно и председателем Совета Попечительства. Попечители отдельных заведений входили в Совет по должности. Сам Совет состоял из двух подотделов — медицинского и хозяйственного. В новой системе Совет должен был «изыскивать меры для устройства отдельных заведений»; заботиться о состоянии подведомственных заведений по хозяйственной, учебно-воспитательной и санитарной части и т. д..
В марте 1917 Попечительство, как и прочие структурные подразделения упразднённого Ведомства учреждений императрицы Марии, перешло в ведение Управления Мариинскими благотворительными заведениями, а в 1918 году ликвидировано.

## Деятельность попечительства
Предметом заботы Попечительства в Санкт-Петербурге стал Дом призрения и школа глухонемых (получила название Мариинской школы), открытый осенью 1898 года по адресу 7-я линия В. О., 34. Осенью 1899 года заведение было переведено на Аптекарский пр., 10 и расширено, т.ч. после 1900 г. в школе содержалось и обучалось до 110 детей в возрасте от 6 до 17 лет в 9-ти классах. Дети находились на полном пансионе, причём 85 % детей пребывало в школе бесплатно.
В 1899 году при Мариинской школе открыты мастерские столярного и переплётного мастерства, в которых обучались и работали 20 взрослых. В том же году гр. С. А. Апраксин в имении Мурзинка выделил участок для устройства мастерских Мариинского училища(современный адрес: Прогонная ул., 15-17). Из казны были отпущены 75 000 рублей и в 1900 году в Мурзинке по проекту арх. И. П. Претро построены школа, ферма, мастерские и церковь св. Филиппа. Выстроено каменное двухэтажное здание с баней, прачечной, водопроводом, хлебопекарней (в настоящее время[уточнить] в здании училища глухонемых деревни Мурзинка размещается предприятие «Учпрофстрой»). Число занятых в мастерских подростков превысило 80. Все они содержались за счёт Попечительства. В Мурзинке же была организована ферма-школа для 40 девушек от 9 до 35 лет. Для фермы построен деревянный двухэтажный дом, разбит сад, огород, устроен скотный двор, птичник и прачечная.
В 1901 году в здании Училища глухонемых на Гороховой ул., 18 Попечительство открыло амбулаторию для приходящих. Руководил амбулаторией известный русский отоларинголог и дефектолог М. В. Богданов-Березовский, в первый же год было принято 1848 человек. В освободившемся после переезда в Мурзинку помещении Попечительства на 7-й линии был открыт Дом призрения для престарелых и неспособных к труду глухонемых на 15 мест. Там же открыли приют на 15 девочек от 5 до 13 лет. В начале 1900-х в ведение Попечительства перешла основанная в 1895 Санкт-Петербургским обществом попечения о глухонемых Лихаревская школа-приют; бывшие в ней 10 мальчиков и 12 девочек были помещены в мастерские и на ферму.
В 1902 г. журнал «Новое время» писал о деятельности Попечительства:

Три года назад [1899 г.] в Санкт-Петербурге основано попечительство Государыни Императрицы Марии Федоровны о глухонемых, которое начало свою деятельность основанием приюта-школы, куда поступило 26 глухонемых детей 14 мальчиков и 12 девочек. Были открыты курсы для подготовки учителей для школ глухонемых.

Когда попечительству было Всемилостивейше пожаловано 300 тыс. руб., школа была переведена на один из петербургских зеленых островов. В прежнем помещении школы открыли богадельню на 15 престарелых женщин и приют для 15 девочек. Тогда же в другом конце города были устроены столярные и переплетные мастерские для 20 глухонемых мужчин и общежитие.

Попечительство получило в своё владение землю в с. Мурзинка по шлиссельбургскому тракту, пожертвованную покойным графом А. С. Апраксиным. Здесь были построены ферма, столярная, сапожная и переплетная мастерские, прачечная. В центре поселка поднялась водокачалка, обеспечивающая доставку воды по всем разбросанным постройкам колонии. Устроена лечебница и амбулатория для больных ушными и горловыми болезнями.

На ферме живет 35 девушек, они работают в огороде, в саду на ферме, где содержатся коровы, лошади, свиньи и куры. Все они учатся в находящейся здесь школе обычным предметам и рукоделиям. Здесь шьется белье на все учреждения попечительства. Отдельно от фермы расположена прачечная с 12 работницами. 

Мужское население более многочисленно: в мастерских работают 86 человек в возрасте от 12 до 20 лет. Вся обувь учреждений попечительства приготовляется здесь. Переплетная и столярная мастерские берут и частные заказы.

Председатель совета попечительства И. К. Мердер (СПб, Басков пер., 35), казначей М. С. Самсонов (СПб, Звенигородская ул., дом Петрова)
— ("Новое время"13(26) марта 1902 г № 9347)
Деятельность Попечительства не ограничивалась работой в Петрограде, к 1913 по всей России — от Малороссии до Якутии, было открыто 15 отделений Попечительства. Общее количество заведений подведомственных Попечительству заведений превышало 50. В 1902-1915гг Попечительство издавало ежемесячный журнал «Вестник Попечительства императрицы Марии Федоровны о глухонемых», редактором которого долгое время был М. В. Богданов-Березовский.

### Воззвание (Петроград 1914)
В 1914 году Попечительство обратилось с воззванием ко всему народу, и по благословению Священного Синода во всех храмах Империи производился сбор пожертвований на призрение и воспитание глухонемых:

Возлюбленные братья-христиане!

По благословению Святейшего Синода сегодня во всех храмах империи производится сбор пожертвований на призрение и воспитание глухонемых. Часто мы слышим эти призывы — помочь, привыкаем, прислушиваемся к ним, и они уже не трогают нашей души. Но, братья, это — печальное равнодушие. Это опасное затвердение сердца, и в особенности в настоящее тяжелое время, переживаемое нашей родиной, когда отцы и братья также и малолетних глухонемых, их кормильцы, были призваны принести на поле брани величайшую, доступную для человека жертву на алтарь отечества, причём положение этих несчастных сиротливых детей отягощается более других нормальных детей тем, что они лишены еще двух, самых дорогих для человека даров природы: слуха и речи, и через это как бы отрезаны от разумного общения с окружающими людьми. Не могут они услышать слова ласки, сострадания, утешения от близких, не могут высказать, что у них на душе — поделиться горем своим с самыми дорогими людьми.
Но при помощи Божьей, умными людьми придуманы и изысканы способы помочь и этим несчастным, лишь бы были на то средства материальные. Глухонемые обучаются теперь в особых школах, нарочно для них устроенных, не только чтению, письму, счислению, но даже — говорить членораздельной речью и воспринимать наставление Христовой веры, особенно близкой и отрадной для всех несчастных. Беда в том, что призреть всех их (больше 200 000 человек в России) и облегчить их участь за недостатком средств невозможно, и пока лишь немногие из них пользуются этим счастьем. Помогите же, православные, и от избытка и от скудости своей, сколько кто может, этим людям, из несчастных несчастным.

Приведите себе на память и проведите в сердце пример Господа Иисуса Христа, который, как вы слышали сегодня в Евангелии, со вздохом сострадания исцелил несчастного глухонемого. А он, милосердый, обещал не оставить без награды даже чашу студеной воды, поданную жаждущему во имя Его.
— (Из «Воззвания о помощи глухонемым» Попечительства императрицы Марии Федоровны о глухонемых (Петроград 1914)